# المدرسة الكلاسيكية الحديثة (اقتصاد)
المدرسة الكلاسيكية الجديدة في الاقتصاد هي مدرسة اقتصادية ظهرت في أواخر القرن التاسع عشر حيث مثلت فكر اقتصادي جديد من حيث المضمون والمنهج عند ظهور نتائج أبحاث 3 اقتصاديين في أماكن مختلفة دون معرفة مسبقة لبعضهم البعض وهم من رواد المدرسة الكلاسيكية الجديدة وهم: ستانلي جيفون (1835 - 1882) ويمثل الحدية المنفعية في مدينة كامبردج بانجلترا ووالراز (1834 - 1910) ويمثل الحدية الرياضية في مدينة لويزان وكارل مانجر (1849 - 1921) ويمثل الصيغة السيكولوجية (النفسية) للحدية في مدينة فيينا والفريد مارشال (1842 - 1924). رغم أن الكثير يعتبر أن المدرسة الكلاسيكية الجديدة هي امتداد للمدرسة للكلاسيكية خاصة من ناحية مبدأ الليبرالية، فإن المدرستين تختلفان سواءً من حيث الموضوع أو المنهج.

## موضوعها
تَعتبِر المدرسة الكلاسيكية الجديدة أن علم الاقتصاد هو علم الاختيارات (المفاضلات) بحيث أن النشاط الاقتصادي يدور حول الندرة،  الحاجات،  الغاية،  الوسيلة،  فإن اهتمام علم الاقتصاد ينصب على دراسة وتحليل كيفية التصرف العقلاني للفرد في استعماله لوسائل محدودة،  فإذا كان الفرد مستهلك فيتعلق الأمر بدراسة كيفية الوصول إلى أقصى تلبية لحاجاته باستعماله ميزانية معينة،  أما في حالة المنتج فلابد من دراسة كيفية تصرف هذا الأخير حتى يحقق أقصى ربح ممكن من جراء توظيف ومزج مجموعة من عوامل الإنتاج. إذًا فموضوع الدراسة يدور حول مفهوم الندرة والمنفعة أو بصفة عامة إنها بداية الحساب الاقتصادي  أو البحث عن الحل الأمثل .

## المنهج
اتبعت المدرسة الكلاسيكية الجديدة منهج خاص لدراسة هذا الموضوع وهو المنطق الحدي الذي يقوم على الاستمرارية في تطور الظواهر الاقتصادية، إذ يتم عن طريق عملية تجريدية تجزئة حركة الظواهر الاقتصادية إلى تغيرات متتالية وباستعمال الرياضيات نتوصل إلى النتائج. أعتبر هذا الإبداع المنهجي من طرف الاقتصاديين بمثابة ثورة (الثورة الحدية)، إضافة لذلك يتم الاستعمال المكثف للرياضيات وعلم النفس.
يصعب التعرض إلى كل ما جاءت به هذه المدرسة وما يلي إلا أهم مبادئها:

### الفرد كقاعدة للتحليل النيوكلاسيكي
إذا كانت المدرسة الكلاسيكية وتعالج الظواهر الاقتصادية في بعدها الكلي (الإنتاج، التوزيع، التراكم) فإن للمدرسة الجديدة نظرة جزئية (Micro-économique) للمسائل الاقتصادية خاصة سلوك الفرد، المستهلك أو المؤسسة نحو تعظيم منافعهم في ظروف معينة متاحة.

### البحث عن التوازن
إذا كان هم المدرسة الكلاسيكية هو تراكم رأس المال لأنهم كانوا يفكرون في ضرورة النمو الاقتصادي (تجديد الإنتاج) فنقول عليهم بأن كانت لهم نظرة ديناميكية، فإن المدرسة الكلاسيكية الجديدة تهتم أكثر بمفهوم التوازن في إطار ساكن، إن التوازن يكون جزئي (عرض = الطلب عن السلعة) Marshall أو عام (شامل) أين يتحقق تساوي العرض والطلب في جميع الأسواق (مما يؤكد الترابط ما بين الأسواق) (سوق السلع، سوق رأس المال، سوق العمل….الخ) عندها تتحقق التلبية القصوى للمستهلكين والربح الأعظم للمنتجين.
تمشي المدرسة النيوكلاسيكية أبعد من المدرسة الكلاسيكية عندما تتكلم عن الريع حيث تقر بأنه من الممكن أن ينشأ هذا الريع اعتبارا لمرونة العرض ، كما أنه قد يكون في  فترة زمنية معينة ثم يزول وفي كافة عوامل الإنتاج. فيمكن أن نطرح على سبيل المثال سؤالا: كيف ينشأ الريع في سوق العمل؟ فيمكننا الإجابة على هذا السؤال من خلال مثال جراحة التجميل، حيث نجد هناك عيادة متخصصة تريد إجراء عملية لشخص معين وليس لديها متخصصون مما يؤدي بها إلى التوجه إلى سوق العمل والبحث عن هؤلاء المتخصصين، وإذا افترضنا قلة هؤلاء المتخصصين، أي أن عرضهم عديم المرونة مقارنة بالطلب عليهم، ولنقل أن هذه العيادة وجدت فقط متخصصا واحدا فسوف تكون مضطرة إلى منحه أجرا غير عادي وبالتالي ينشأ الريع في هذا الأجر، لكن في مرحلة لاحقة وبزيادة عدد المتخصصين ومنه زيادة درجة مرونة العرض فسوف يؤدي إلى انخفاض الأجر مرة أخرى والعودة إلى سعر التوازن.
إن المدرسة النيوكلاسيكية تتفهم ربط المدرسة الكلاسيكية للريع بالأرض لأنها من أقل السلع مرونة في العرض، ويتلخص في أن إنتاجها في أغلب الأحيان محدود رغم زيادة الطلب، إضافة إلى محدودية مساحتها.

## انتقادات
لا تهتم هذه المدرسة بمفاهيم اجتماعية مثل الطبقية الاجتماعية أو تناقض مصالح الطبقات فهي ترى الناس من وراء نشاطها الاقتصادي فالمجتمع مقسم إلى منتجين ومستهلكين  وليس إلى طبقات اجتماعية (عمال، ملاك أراضي، أصحاب رؤوس أموال) أما التوزيع الاجتماعي فيخضع للتحديد في السوق، فالعمل ورأس المال والأرض هم عوامل إنتاج ينظر إلى عوا ئدهم (أجور، ربح وريع) كأسعار: الريع هو سعر خدمة الأرض، الأجر هو سعر خدمة العمل والربح (الفائدة) سعر خدمة رأس المال.